# Kenchreai
Kenchreai (griechisch Κεγχρεαί, auch Choros Kechrees), heute Kechries (griechisch Κεχριές), war einer der antiken Häfen der Stadt Korinth, gelegen am Saronischen Golf auf der Peloponnes (Griechenland). In der Bibel tauchte er in den Schreibweisen Kenchreae bzw. Kenchreä auf.

Lage

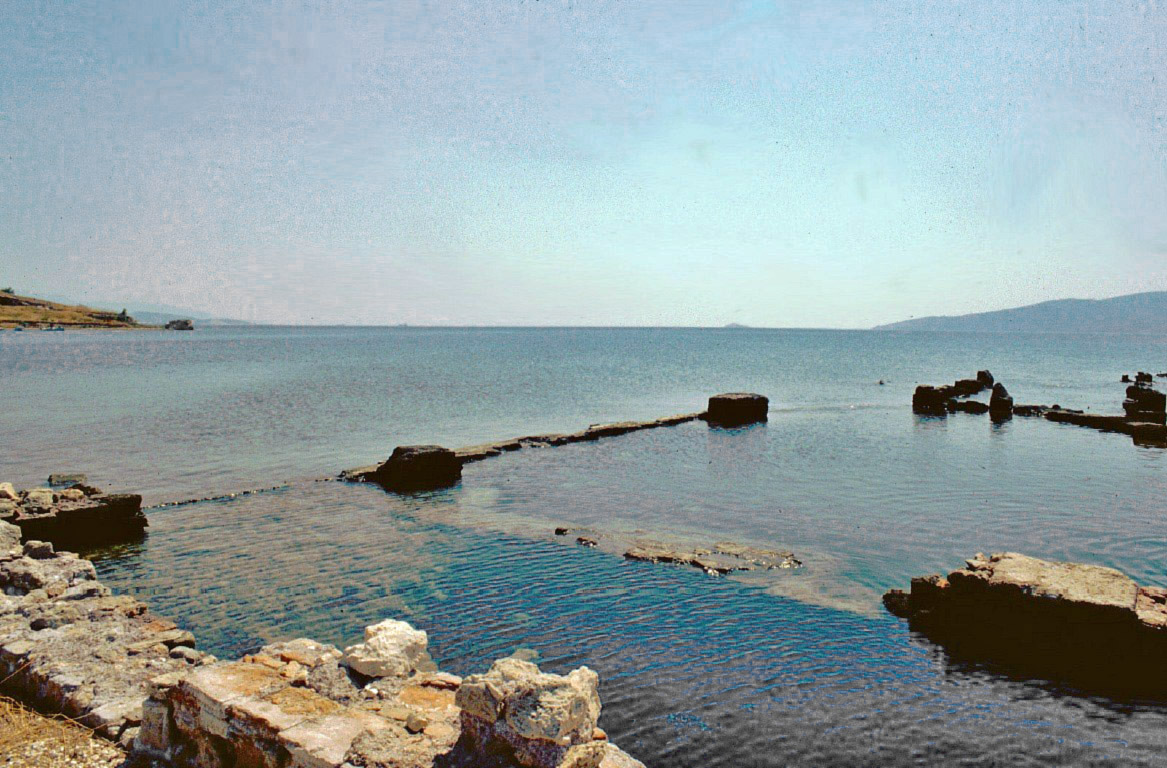
Isis-Tempel, nach dem Erdbeben 365 in Basilika umgewandelt.

## Geschichte
Da der Kanal von Korinth im Altertum noch nicht bestand, wurden die Schiffe in Kenchreai entladen, über den Diolkos geschleppt und in Lechaion am Golf von Korinth wieder beladen, wobei dasselbe auch in umgekehrter Richtung vor sich ging. Der Hafen befand sich immer im Besitz von Korinth, abgesehen von einer kurzen Besetzung durch Kassandros 315 v. Chr. Nach Apuleius († um 170 n. Chr.), in dessen Roman Metamorphosen der Isis-Tempel von Kenchreai eine bedeutende Rolle spielt, herrschte hier lebhafter Betrieb.
Paulus erwähnt im 16. Kapitel des Römerbriefes, dass es hier auch eine christliche Gemeinde gab, in deren Dienst eine Diakonin mit Namen Phoibe stand. 
Ein Erdbeben (365 und 375 n. Chr.) führten zu starken Zerstörungen und zu einer Absenkung des Bodens. In spätbyzantinischer Zeit war der Hafen bedeutungslos.

## Die Funde
An Land sichtbar sind heute noch einige Überreste eines Hauses. Der Meeresspiegel lag zu der Bauzeit etwa vier bis fünf Meter niedriger als der heutige. Die Reste des Isis-Tempels, der zu einer Basilika umgewandelt wurde, liegen heute zu einem Teil unter Wasser. Hier wurden auch 50 Holzbehälter mit bemalten Glasplatten gefunden, die hier nach der Ankunft im Hafen gelagert und beim Erdbeben 375 zerstört wurden (heute im Museum von Isthmia). In einem römischen Friedhof im Norden des Hafens wurden Kammergräber mit Fresken gefunden. 600 m nordöstlich des antiken Hafens befinden sich die Grundmauern eines Römischen Monumentalgrab aus dem 1. Jahrhundert.

## Zitat
Apuleius, römischer Autor († um 170 n. Chr.) und selbst Eingeweihter in verschiedenen Mysterienkulten, erwähnt in seinem Roman Metamorphosen den Isiskult von Kenchreai. Sein Protagonist Lucius sagt nach seiner Einweihung über das geheime Einweihungsritual: 

„Vielleicht fragst du hier neugierig, geneigter Leser, was nun gesprochen und vorgenommen worden ist! – Wie gern wollte ich’s sagen, wenn ich es sagen dürfte! Wie heilig solltest du es erfahren, wenn dir zu hören erlaubt wäre! Doch Zunge und Ohr würden gleich hart für den Frevel zu büßen haben! […] Ich ging bis zur Grenzscheide zwischen Leben und Tod. Ich betrat Proserpinas Schwelle, und nachdem ich durch alle Elemente gefahren war, kehrte ich wiederum zurück. Zur Zeit der tiefsten Mitternacht sah ich die Sonne in ihrem hellsten Licht leuchten; ich schaute Unter- und Obergötter von Angesicht zu Angesicht und betete sie in der Nähe an.“